# Bryophaenocladius cristatus
Bryophaenocladius cristatus är en tvåvingeart som beskrevs av Wang, Saether och Andersen 2002. Bryophaenocladius cristatus ingår i släktet Bryophaenocladius och familjen fjädermyggor.
Artens utbredningsområde är Ghana. Inga underarter finns listade i Catalogue of Life.